# S!Appli
Les S!Appli (S!アプリ) sont des applications pour téléphone mobile proposées par l'opérateur japonais Softbank en collaboration avec yahoo keitai, principalement des jeux.
Les S!appli utilisent l'API J2ME MIDP.
Avant que Vodaphone se fasse racheter par Softbank le 1er novembre 2006, ces applications étaient appelées VAppli (Vアプリ)

## Caractéristiques
Les S!Appli peuvent utiliser l'une des deux combinaisons de spécifications suivantes :
- MIDP1.0+CLDC1.0 (voir (en) Connected Limited Device Configuration)
- MIDP2.0+CLDC1.1

De plus, les API définies par SUN dans le SDK J2ME ont été modifiées par Softbank, il est donc nécessaire de posséder les "stub class" de Softbank pour compiler une application.

### Développeurs
- Documentation (en japonais)
- Emulateurs (en japonais)